# Остров Пасхи
О́стров Па́схи, или Рапану́и (исп. Isla de Pascua, рап. Rapa Nui, нидерл. Paas eiland) — остров в юго-восточной части Тихого океана, территория Чили (вместе с необитаемым островом Сала-и-Гомес образует провинцию и коммуну Исла-де-Паскуа в составе области Вальпараисо). Местное название острова — Рапануи, или Рапа-Нуи (рап. Rapa Nui). В первом издании «БСЭ» также встречается название Вайгу.
Площадь — 163,6 км².
Наряду с архипелагом Тристан-да-Кунья является самым удалённым населённым островом в мире. Расстояние до континентального побережья Чили составляет 3514 км, до острова Питкэрн, ближайшего населённого места, — 2 075 км. Остров был открыт голландским путешественником Якобом Роггевеном в Пасхальное воскресенье 1722 года.
Эксперты расходятся во мнениях о том, когда жители Полинезии впервые достигли острова. В то время как многие учёные привели доказательства того, что они прибыли около 800 года, исследование 2007 года обнаружило убедительные доказательства того, что они прибыли ближе к 1200 г.
Исконный для острова язык — рапануйский — один из австронезийских (полинезийских) языков, родственный, например, языку маори и гавайскому. Сегодня он в значительной мере вытесняется испанским.
Остров был процветающим и культурно богатым, о чём свидетельствуют многочисленные огромные каменные моаи острова и другие артефакты, но расчистка земли для выращивания и внедрение полинезийской крысы привели к его постепенному обезлесению.
Столица острова и его единственный город — Анга-Роа. Всего на острове проживает 7 750 человек (2017). Ко времени прибытия европейцев в 1722 году население острова оценивалось в 2 000-3 000 человек. Европейские болезни, экспедиции перуанских охотников за рабами в 1860-х годах и эмиграция на другие острова, такие как Таити, ещё больше истощили население, сократив его до 111 местных жителей в 1877 году.
Чили аннексировала остров Пасхи в 1888 году. В 1966 году рапануйцы получили чилийское гражданство. В 2007 году остров получил конституционный статус «особой территории» (исп. territorio especial). Административно он принадлежит региону Вальпараисо, составляющему единую коммуну (Исла-де-Паскуа) провинции Исла-де-Паскуа. Чилийская перепись 2017 года зарегистрировала 7 750 человек на острове, из которых 3 512 (45 %) считали себя рапануйцами.
Остров Пасхи во многом известен благодаря моаи, или каменным статуям из спрессованного вулканического пепла, в которых, по поверьям местных жителей, заключена сверхъестественная сила предков первого короля острова Пасхи — Хоту-Мату’а. В 1995 году Национальный парк Рапануи (остров Пасхи) стал объектом Всемирного наследия ЮНЕСКО.

## Этимология

Флаг острова Пасхи

Герб острова Пасхи

У острова Пасхи существует несколько названий:
- Хититеаираги (рап. Hititeairagi), или Хити-аи-ранги (рап. Hiti-ai-rangi);
- Текаоухангоару (рап. Tekaouhangoaru);
- Мата-ки-те-Раги (рап. Mata-ki-te-Ragi, в переводе с рапануйского — «глаза, смотрящие в небо»);
- Те-Пито-о-те-хенуа (рап. Te-Pito-o-te-henua — «пуп земли»);
- Рапануи или Рапа-Нуи (рап. Rapa Nui — «Великий Рапа»), название, в основном использовавшееся китобоями;
- остров Сан-Карлос (исп. Isla de San Carlos), названный так Гонсалесом Дон Фелипе в честь короля Испании;
- Теапи (рап. Teapi) — так называл остров Джеймс Кук;
- Ваиху (рап. Vaihu), или Ваихоу (рап. Vaihou), встречается вариант Вайгу, — этим названием также пользовался Джеймс Кук, а позже Форстер и Лаперуз (в его честь названа бухта на северо-востоке острова);
- остров Пасхи (нидерл. Paasch-Eyland; исп. Isla de Pascua), названный так голландским мореплавателем Якобом Роггевеном, потому что он открыл его в день Пасхи 1722 года.

Очень часто остров Пасхи называют Рапануи (в переводе — «Большой Рапа»). Такое название остров получил благодаря таитянским мореплавателям, использовавшим его, чтобы различать остров Пасхи и остров Рапа-Ити (в переводе — «Малый Рапа»), лежащий в 650 км к югу от Таити, и имеющий топологическое сходство с ним. В августе 2018 года власти страны, согласно Указу президента Чили, ускорили процесс рассмотрения законопроекта о переименовании Острова Пасхи в Рапа-Нуи.

## География
| Топографическая карта острова Пасхи |
| ----------------------------------- |
| Карта острова Пасхи                 |

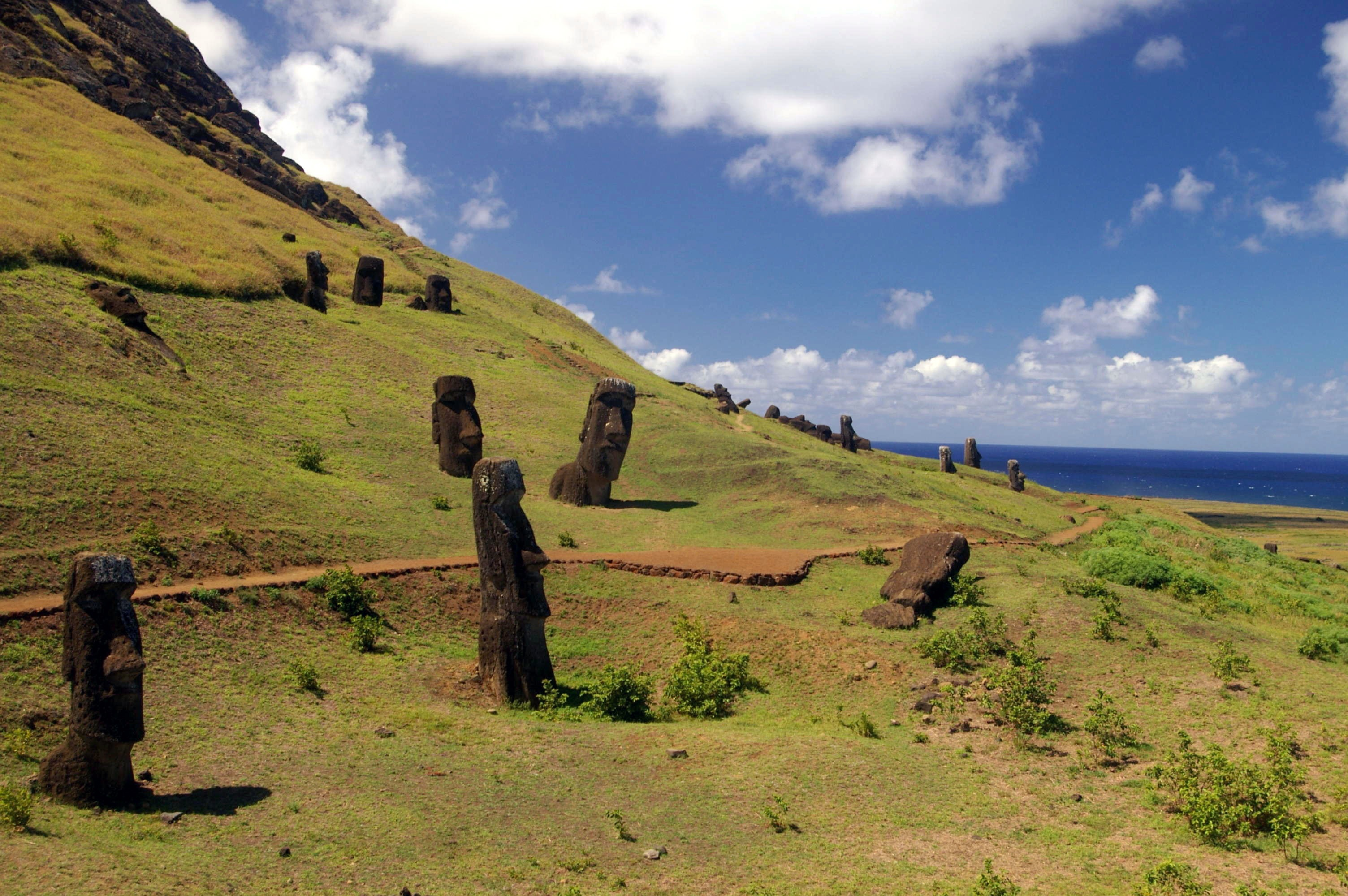
Склоны Острова Пасхи и моаи

Остров Пасхи — уникальная территория в юго-восточной части Тихого океана, являющаяся одним из самых удалённых от суши населённых островов в мире. Расположен в 3514 км от побережья ближайшего материка на востоке (Южной Америки) и удалён от ближайших населённых островов на западе (остров Питкэрн) на 2075 км. Координаты острова: 27°07′ ю. ш. 109°21′ з. д.. Площадь острова — 163,6 км². Ближайшая земля — ненаселённый архипелаг Сала-и-Гомес, не считая нескольких скал недалеко от острова.
Остров имеет форму прямоугольного треугольника, гипотенуза которого — юго-восточный берег. Стороны этого «треугольника» имеют длины в 16, 18 и 24 км. По углам острова возвышаются потухшие вулканы: Рано-Кау (рап. Rano Kau) (324 м) рядом с поселением Матавери; Пуа-Катики (рап. Puakatike) (377 м) и Теревака (рап. Terevaka, 539 м — высшая точка острова).
Самый высокий кратер вулкана Теревака носит название Рано-Арои (рап. Rano Aroi, около 200 м). Собственно «Рано-Арои» — название озера, заполняющего потухший кратер.
Другой кратер Теревака — Рано-Рараку (рап. Rano Raraku) (160 м) также представляет собой озеро с большим запасом пресной воды, окружённое зарослями тростника. Диаметр этого кратера — около 650 м.
Диаметр кратера Рано-Кау — около 1500 м. Вулкан имеет симметричную форму и окружён холмистой местностью. Южный склон обрывается в океан.
На внутренних склонах вулканов растительность более обильная. Это объясняется более плодородной почвой, отсутствием сильного ветра и «парниковым эффектом».
Остров Пасхи — вулканического происхождения. Почва образовалась в результате эрозии склонов вулканов. Самая плодородная почва расположена на севере острова, где местные жители выращивают батат и ямс. Самые распространённые горные породы на острове — базальт, обсидиан, риолит, трахит. Отвесные скалы в бухте Лаперуза (местное название — Ханга-Хоону) состоят из лавы красного цвета.
Остров окружён маленькими островками: у юго-западной оконечности — Моту-Нуи (рап. Motu Nui, крупнейший остров, на котором в далёком прошлом избирались военные предводители жителей Рапануи), Моту-Ити (рап. Motu Iti), Моту-Као-Као (рап. Motu Kao Kao, у этого острова наблюдается магнитная аномалия), у западной оконечности — Моту-Таутира (рап. Motu Tautira), и у восточной оконечности — Моту-Маротири (рап. Motu Marotiri).

### Климат острова

Климатограмма острова Пасхи

Климат острова Пасхи тёплый, тропический. Средняя годовая температура — 21,8 °C, самый холодный месяц — август (19,2 °C), самый тёплый — январь (24,6 °C). Остров лежит вблизи южной границы зоны юго-восточных ветров, дующих летом. Зимой преобладают северо-западные, но бывают также юго-западные и юго-восточные ветры. Несмотря на близость к тропикам, климат на острове сравнительно умеренный. Жара случается редко. Это связано с близостью холодного течения Гумбольдта и отсутствием какой-либо земли между островом и Антарктидой. Ветра из Антарктики в июле-августе часто снижают дневную температуру воздуха до 20° Цельсия.
Основной источник пресной воды на острове — озёра, образовавшиеся в кратерах местных вулканов. На Рапануи отсутствуют реки, а дождевая вода легко просачивается через почву, образуя подземные воды, текущие в сторону океана. Так как воды на острове не так много, то местные жители в прошлом повсеместно сооружали колодцы и маленькие водохранилища.
Таблица среднемесячных температур, осадков и влажности
| Месяц    | t max | t max | t min | t min | Количество осадков | Количество осадков | Дожд. дней | Влажность (%) |
| Месяц    | °C    | °F    | °C    | °F    | мм                 | дюйм               | Дожд. дней | Влажность (%) |
| -------- | ----- | ----- | ----- | ----- | ------------------ | ------------------ | ---------- | ------------- |
| Январь   | 26    | 79    | 19    | 67    | 74,5               | 2,9                | 15         | 79            |
| Февраль  | 27    | 81    | 19    | 67    | 83,7               | 3,2                | 7          | 77            |
| Март     | 26    | 79    | 20    | 68    | 98,9               | 3,8                | 16         | 80            |
| Апрель   | 24    | 76    | 18    | 65    | 130,4              | 5,0                | 15         | 80            |
| Май      | 24    | 76    | 17    | 63    | 141,1              | 5,4                | 12         | 80            |
| Июнь     | 20    | 70    | 16    | 61    | 115,8              | 4,4                | 16         | 82            |
| Июль     | 20    | 70    | 15    | 59    | 108,1              | 4,3                | 12         | 82            |
| Август   | 20    | 70    | 15    | 59    | 90,0               | 3,5                | 9          | 82            |
| Сентябрь | 20    | 70    | 15    | 59    | 92,1               | 3,6                | 14         | 81            |
| Октябрь  | 22    | 72    | 15    | 59    | 85,0               | 3,4                | 6          | 76            |
| Ноябрь   | 23    | 74    | 17    | 63    | 72,2               | 2,8                | 9          | 81            |
| Декабрь  | 25    | 77    | 18    | 65    | 75,7               | 2,9                | 15         | 79            |

### Флора

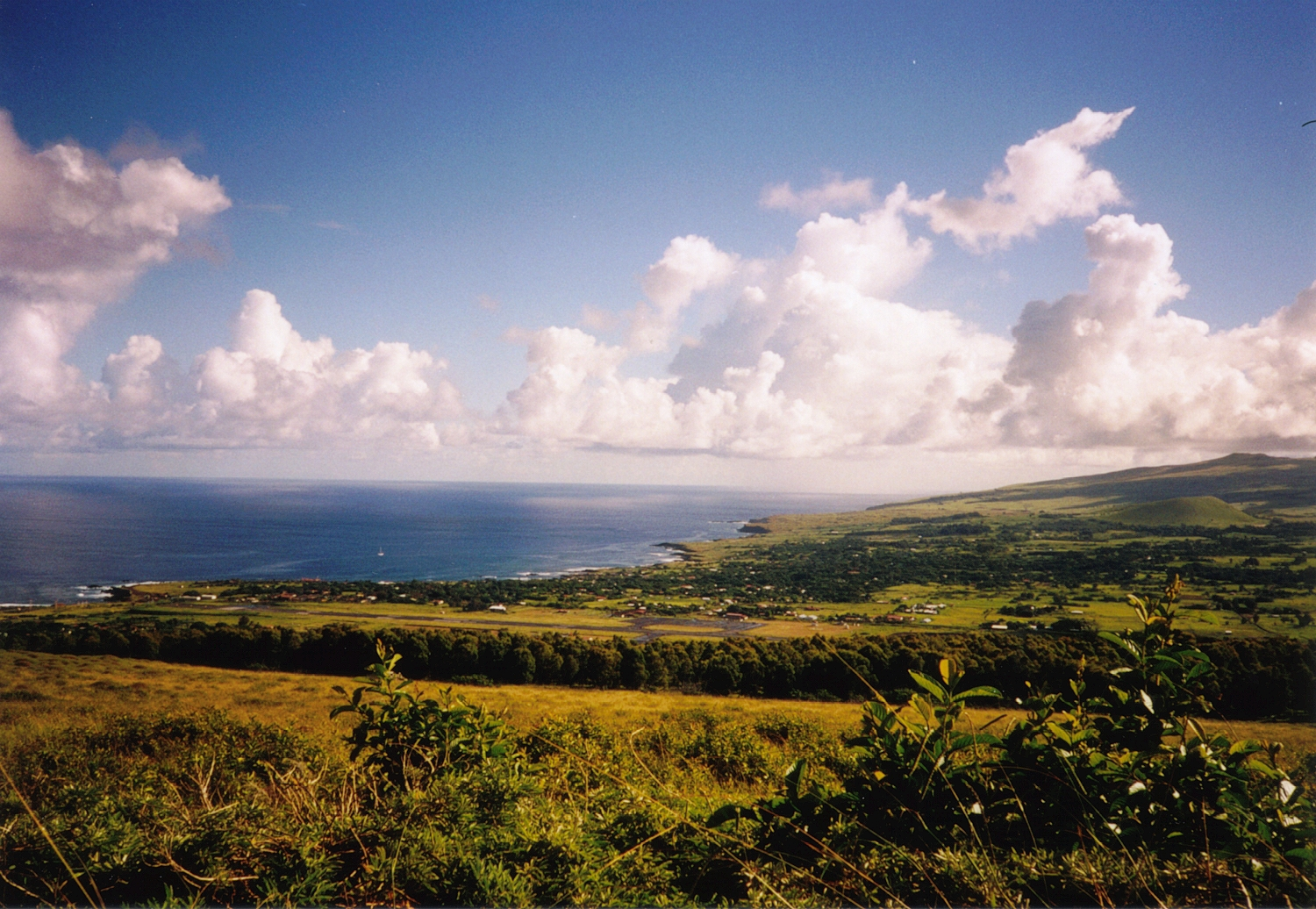
Остров Пасхи весной

Флора острова в настоящее время очень бедная: специалисты насчитывают не более 30 видов растений. Большинство из них было завезено с других островов Океании, Америки, Европы. Многие эндемичные растения, ранее обычные для острова, сегодня истреблены. Между IX и XVII веками происходила активная вырубка деревьев (по другой версии, деревья погибли из-за долгосрочной засухи, либо по обеим причинам), которая и привела к исчезновению лесов на острове (вероятно, до этого на нём произрастали леса из эндемичной пальмы Paschalococos disperta). Другой причиной обезлесения могло стать поедание семян деревьев крысами. В связи с нерациональной хозяйственной деятельностью человека и по другим причинам, возникшая ускоренная эрозия почвы нанесла огромный ущерб сельскому хозяйству, и из-за этого население острова значительно сократилось.
Одно из вымерших растений — Sophora toromiro, местное название которого — торомиро (рап. toromiro). Это небольшое дерево (высотой не более 2 м) из семейства Бобовых в прошлом играло важную роль в культуре рапануйцев: из него делались «говорящие таблички» с местными пиктограммами.
Ствол торомиро, диаметром в человеческое бедро и тоньше, часто использовался при строительстве домов; из него также делались дротики. В XIX—XX веках это дерево было полностью истреблено (одной из причин стало то, что молодую поросль уничтожали завезённые на остров овцы). Растение удалось сохранить, вырастив его из собранных семян, только в нескольких ботанических садах Европы и Чили; попытки реакклиматизации на острове пока что не увенчались успехом.
Другое растение острова — разновидность тутового дерева, местное название которого — махуте (рап. mahute). В прошлом это растение играло также значительную роль в быту островитян: из луба тутового дерева изготавливалась белая одежда, называемая тапа. После появления первых европейцев на острове — китобоев и миссионеров — значимость махуте в быту рапануйцев уменьшилось.
Корни растения ти (рап. ti), или Dracaena terminalis, использовались для изготовления сахара, а также для изготовления порошка тёмно-голубого и зелёного цвета, который затем наносили на тело в качестве татуировок.
Макои (рап. makoi) (Thespesia populnea) использовалось для резьбы.
Одно из уцелевших растений острова, которое произрастает на склонах кратера Рано-Као и Рано-Рараку, — осока Scirpus californicus, используемая при строительстве домов.
В последние десятилетия на острове стала появляться небольшая поросль эвкалипта. В XVIII—XIX веках на остров были завезены виноград, банан, дыня, сахарный тростник.

### Фауна
До прибытия на остров европейцев фауна острова Пасхи, в основном, была представлена морскими животными: тюленями, черепахами, крабами. На острове разводили кур. Виды местной фауны, населявшие остров ранее, вымерли — например, подвид крысы Rattus exulans, которую в прошлом местные жители использовали в пищу. Вместо неё на остров были завезены европейскими судами крысы вида Rattus norvegicus и Rattus rattus, ставшие переносчиками различных болезней, ранее неизвестных рапануйцам.
Сейчас на острове гнездятся 25 видов морских птиц и обитают 6 видов наземных птиц.

## История

### Заселение и ранняя история острова
По сопоставлению глоттохронологических и радиоуглеродных оценок, остров был заселён в 300—400 годах (по другим данным — около 900 года) переселенцами из Восточной Полинезии — предположительно, с острова Мангарева. Крайней оценкой времени заселения острова является 1200 год — момент исчезновения лесов, определённый радиоуглеродным методом. По легендам, первые поселенцы прибыли на остров на двух огромных пиро́гах большими семьями.
Есть гипотеза о пребывании в 1480-х годах на тихоокеанских островах (возможно, это остров Пасхи) флота инков под командованием десятого Сапа Инки Тупака Инки Юпанки. По словам испанца Педро Сармьенто де Гамбоа, в эпоху правления Тупака Инки Юпанки у инков существовал флот из бальсовых плотов, на которых они (возможно, даже Тупак Инка Юпанки лично) достигли каких-то островов в Тихом Океане. Есть и косвенные подтверждения пребывания инков на острове: легенды местных жителей о прибывшем с востока могущественном вожде по имени Тупа; развалины Аху Винапу, построенные в классическом стиле архитектуры инков из тщательно подогнанных друг к другу базальтовых блоков неправильной формы; а также тот факт, что тотора, произрастающая в вулканических озёрах Рано Рараку и Рано Кау, появилась там не ранее XIV века, а за пределами острова Пасхи она растёт только в озере Титикака. Эта гипотеза имеет своё подтверждение в обнаруженной в крови современных рапануйцев ДНК жителей Южной Америки. Анализ геномных вариаций 807 особей из 17 островных популяций со всей Полинезии и 15 групп коренных американцев Тихоокеанского побережья убедительно свидетельствует о том, что в Восточной Полинезии до заселения Рапа-Нуи около 1200 года произошёл единственный контакт между полинезийцами и группой коренных американцев, наиболее тесно связанной с индейским народом сену в современной Колумбии.
До появления европейцев на острове проживали два различных народа — «длинноухие», которые доминировали и обладали своеобразной культурой и письменностью, строили моаи, и «короткоухие», занимавшие подчинённое положение. По данным недавних лингвистических исследований, верный перевод названия племён «ханау момоко» — «каста тонких» и «ханау ээпе» — «каста дородных». В дальнейшем восстановить информацию о прежней культуре острова Пасхи оказалось крайне трудно, остались лишь отрывочные сведения.
Генетиками у пяти ископаемых образцов с Рапануи была обнаружена митохондриальная гаплогруппа B (три субклады B4a1a1m1 и две субклады B4a1a1). Самые древние образцы датируются периодом с 1445 по 1624 год.

#### Занятия древних рапануйцев
В настоящее время Пасхи — безлесный остров с неплодородной вулканической почвой, однако ко времени заселения полинезийцами в IX—X веках, по данным палинологических исследований кернов из почвы, остров был покрыт густым лесным покровом.
В прошлом, как и сейчас, склоны вулканов использовались для выращивания батата и ямса.
Согласно легендам Рапануи, растения хау (Triumfeta semitriloba), марикуру (Sapindus saponaria), макои (Thespesia populnea) и сандаловое дерево были завезены королём Хоту-Мату’а, приплывшим на остров с таинственной родины Мара’э Ренга (рап. Mara'e Renga). Это действительно могло произойти, так как полинезийцы, заселяя новые земли, приносили с собой семена растений, имевших важное практическое значение. Древние рапануйцы очень хорошо разбирались в сельском хозяйстве, растениях, особенностях их выращивания, поэтому остров вполне мог прокормить несколько тысяч человек.
Поселенцы вырубали лес как для хозяйственных нужд (кораблестроение, строительство жилищ, транспортировка моаи и пр.), так и для освобождения мест под посевы сельскохозяйственных культур. В результате интенсивной вырубки, продолжавшейся в течение столетий, лес был изведён полностью примерно к 1600 г. Следствием этого стала ветровая эрозия почв, уничтожившая плодородный слой, резкое сокращение вылова рыбы ввиду отсутствия леса для строительства лодок, падение производства продовольствия, массовый голод, каннибализм и сокращение населения в несколько раз за несколько десятилетий.
Одной из проблем острова всегда был дефицит пресной воды. На Рапануи отсутствуют полноводные реки, а вода после дождей легко просачивается сквозь почву и течёт в сторону океана. Рапануйцы сооружали небольшие колодцы, смешивали пресную воду с солёной, а иногда пили просто солёную воду.
В прошлом полинезийцы, отправляясь на поиски новых островов, всегда брали с собой трёх животных: свинью, собаку и курицу. На остров Пасхи была завезена только курица — впоследствии символ благополучия у древних рапануйцев.
Крыса не является домашним животным, однако и она была завезена первыми поселенцами острова Пасхи, которые считали её деликатесом. После чёрных крыс, завезённых Хоту-Мату’а и его последователями, на острове появились уже серые крысы, завезённые европейцами.

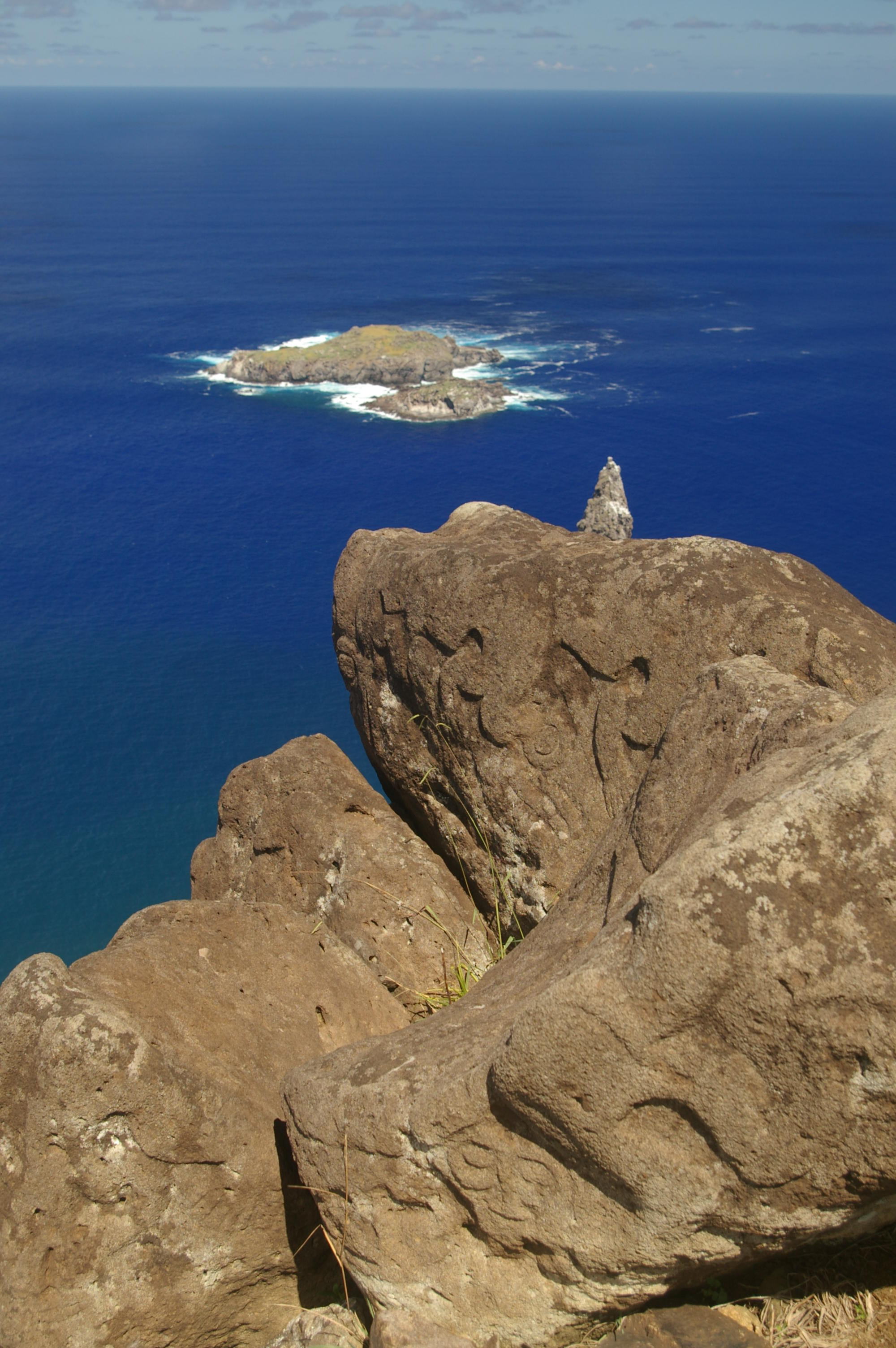
Остров Моту-Нуи, вид из Оронго

Воды, окружающие остров Пасхи, изобилуют рыбой, особенно у скал острова Моту-Нуи, где в большом количестве гнездятся морские птицы. Рыба была излюбленной едой древних рапануйцев, а в зимние месяцы даже устанавливалось табу на её вылов. На острове Пасхи в прошлом использовали огромное количество рыболовных крючков. Некоторые из них делались из человеческих костей, их называли мангаи-иви (рап. mangai ivi), другие — из камня, их называли мангаи-кахи (рап. mangai kahi) и в основном использовали для вылова тунца. Крючки из полированного камня были лишь у привилегированных жителей, которых звали тангата-ману (рап. tangata manu). После смерти владельца они клались в его могилу. Само существование рыболовных крючков говорит о развитости древнерапануйской цивилизации, так как техника полировки камня довольно сложна, как и достижение таких гладких форм. Часто рыболовные крючки делались из кости врага. По верованиям рапануйцев, так рыболову передавалась мана (рап. mana) погибшего человека, то есть его сила.

Древний рыболовный крючок из человеческой бедренной кости, или мангаи-иви (mangai ivi) с острова Пасхи. Состоит из двух частей, соединённых верёвкой

Рапануйцы охотились на черепах, которые часто упоминаются в местных легендах. Они так сильно ценились рапануйцами, что даже на берегу сооружались тупы (рап. tupa), которые служили дозорными башнями.
У древних рапануйцев было не так много пирог (рапануйское название — вака, рап. vaka), как и у других полинезийцев, бороздивших воды Тихого океана. К тому же, явный дефицит высоких и крупных деревьев отразился на технике их производства. У рапануйцев было два типа пирог: без балансира, которые использовались при плавании вблизи берега, и пироги с балансиром, которые использовались при мореходстве на дальние расстояния. К моменту открытия острова европейцами, из-за отсутствия крупных деревьев, у рапануйцев уже не было плавательных средств, способных преодолевать значительные расстояния, рыбу и морских животных они могли ловить только возле берега.

#### Общественные отношения древних рапануйцев

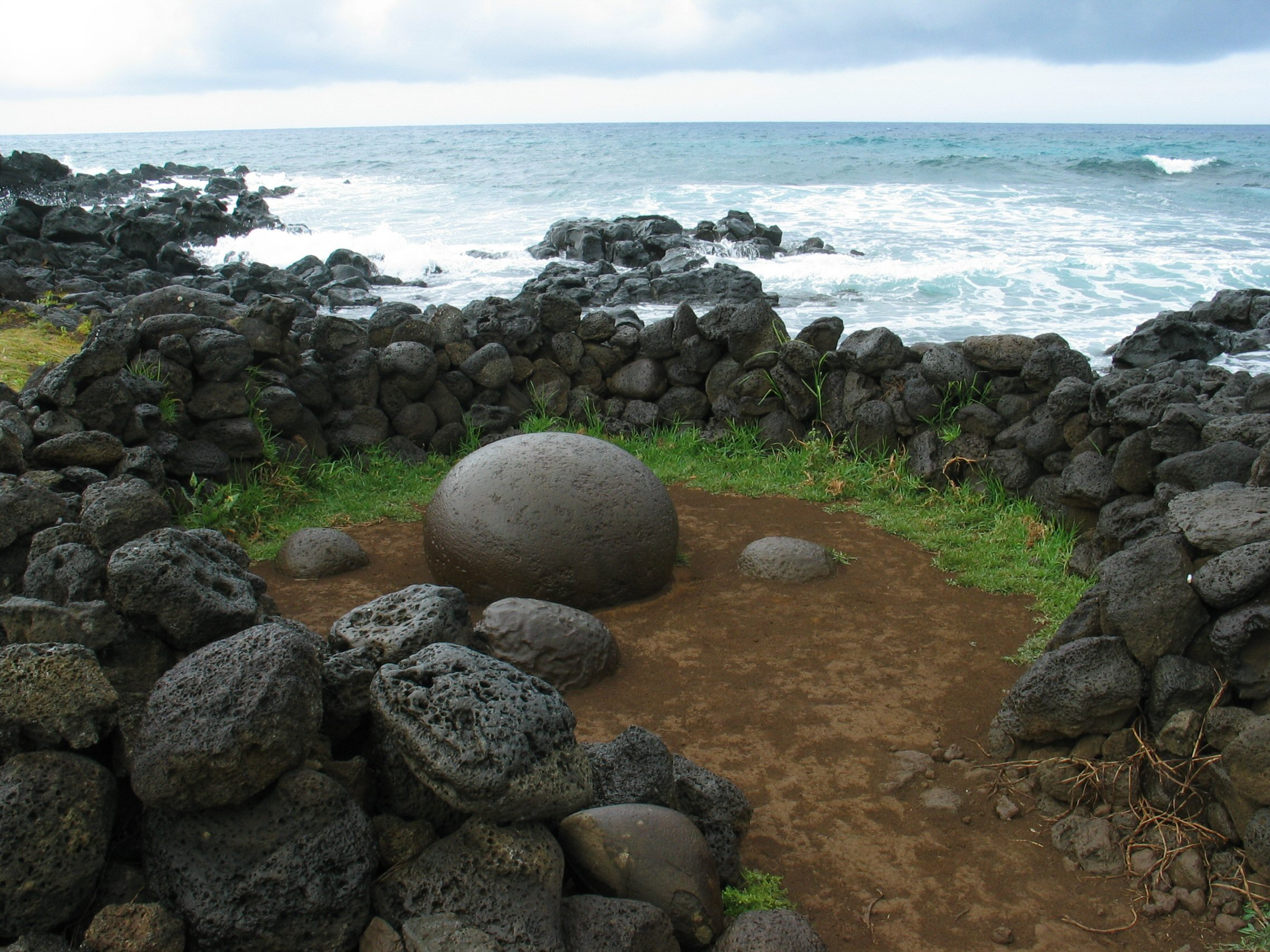
Аху Те Пито Кура — пуп Земли в фольклоре жителей острова Пасхи

О структуре древнерапануйского общества, существовавшего до XIX века, известно очень мало. В связи с вывозом местного населения в Перу, где оно использовалось в качестве рабов, эпидемий из-за болезней, завезённых на остров европейцами, и принятием христианства рапануйское общество забыло о существовавших прежде иерархических отношениях, связях семьи и племени.
В начале XIX века на Рапануи существовало десять племён, или мата (рап. mata), члены которых считали себя потомками эпонимических предков, которые, в свою очередь, были потомками первого короля острова Хоту-Мату’а. Согласно рапануйской легенде, после смерти Хоту-Мату’а остров был поделён между его сыновьями, которые дали названия всем рапануйским племенам. Постепенно от существовавших племён выделялись новые. Так, рапануйская легенда рассказывает о появлении племён раа и хамеа, которые проживали на территории племени миру.
Сложность политической географии острова также заключается в том, что ко времени открытия Рапануи племена не проживали исключительно на своей территории. Объяснялось это, прежде всего, межплеменными браками, в результате которых дети могли претендовать на земли своего отца из другого племени или унаследовать владения матери.
Территория племени часто делилась между потомками членов мата-ити (рап. mata iti), или небольших кланов, формировавшихся внутри племени. Принадлежавшие им земли представляли собой полоски земли, тянувшиеся от берега до центра острова. Аху на берегу, который был кладбищем и святилищем, указывал на принадлежность территории какому-либо племени.
В древности соплеменники жили в огромных хижинах. Это было подобие родовой общины, которую называли иви (рап. ivi). Роль такой расширенной семьи неизвестна. Но если говорить о полинезийской общине в целом, то можно предположить, что в ней все члены совместно владели землёй (то есть это была общинная, общая земля) и сообща занимались сельским хозяйством.
Помимо племён и родовых общин, которые составляли основу общественной организации рапануйского общества, существовали более крупные объединения, политические по своей сущности. Десять племён, или мата (рап. mata), были разделены на два враждующих союза. Племена запада и северо-запада острова обычно назывались люди Ту’у — это название вулканического пика недалеко от Анга-Роа. Их также называли мата-нуи. Племена восточной части острова в исторических легендах называются «люди Хоту-ити».
Система иерархии, существовавшая в прошлом на острове, ныне исчезла. Во главе иерархической лестницы находился арики-мау (рап. ariki mau), или верховный вождь, почитавшийся местными племенами в качестве божества. Ниже находились жрецы, или иви-атуа (рап. ivi atua), и местная знать, или арики-пака (рап. ariki paka). Причём к знати принадлежало всё племя миру, это исключительный случай среди полинезийских народов. В других племенах[каких?] арики-пака и вовсе отсутствовали.
На следующей ступени иерархической лестницы находились воины, или матато’а (рап. matato'а), часто претендовавшие на политическую власть. Низшее положение занимали кио (рап. kio), или зависимое население (скорее всего, оно формировалось из членов побеждённого племени). Точное положение ремесленников в этой лестнице неизвестно, но вероятно, что они занимали достаточно высокое место в рапануйском обществе.
Как и на других островах Полинезии, рапануйский король терял свой титул после рождения старшего сына. На деле, король находился у власти в качестве регента до тех пор, пока его сын не становился способным осуществлять свои функции самостоятельно. Совершеннолетие наступало после женитьбы, после чего прежний король утрачивал свои функции. Точные обязанности рапануйского короля неизвестны. Одной из его основных функций было наложение и снятие табу.
Древние рапануйцы были крайне воинственны. Как только начиналась вражда между племенами, их воины красили своё тело в чёрный цвет и ночью приготавливали своё оружие к бою. После победы устраивался пир, на котором победившие воины ели мясо побеждённых. Самих людоедов на острове называли каи-тангата (рап. kai tangata). Каннибализм существовал на острове вплоть до христианизации всех его жителей. Однако исследования Бингемтонского университета (США) показывают, что наконечники обсидиановых орудий на острове не похожи на оружие. Антрополог Карл Липо считает, что «традиционные представления людей о том, что остров Пасхи - это "остров катастрофы и распада", просто неверны в доисторическом смысле. Население здесь было успешным и устойчиво проживало вплоть до первого контакта с европейцами».

### Европейцы на острове
В 1687 году лекарь Лионел Вафер находился на борту судна «Bachelor’s Delight», которым командовал пират Эдвард Дэвис. Им была замечена обширная полоса земли, приблизительно на 20°27′ южной широты. Судя по оставленным описаниям, это очень напоминает остров Пасхи. Однако координаты даны очень неточно. Поэтому неправильно приписывать открытие острова Ваферу или Дэвису.
5 апреля 1722 года экипаж главного корабля «Afrikaanse Galley» голландского путешественника Якоба Роггевена заметил на горизонте сушу — это был Рапануи. В тот же день адмирал назвал остров в честь христианского праздника Пасхи. На момент открытия острова Роггевеном на нём проживало около двух—трёх тысяч местных жителей.
На целых 50 лет европейцы забыли о существовании острова. Мореплаватели продолжали искать таинственную Землю Дэвиса, южный континент, найти который так и не удавалось. Тем временем Испания, опасаясь за свои американские колонии, решила аннексировать территории, лежавшие вблизи них. В 1770 году Мануэль де Амат-и-Хуньент (Manuel de Amat y Junyent), колониальный администратор Перу, послал корабль «San Lorenzo» под командованием Фелипе Гонсалеса де Аэдо (Felipe Gonzáles de Haedo) к берегам острова Пасхи, чтобы аннексировать его.
После аннексии Рапануи остров был назван в честь испанского короля Карла III и получил название Сан-Карлос (по имени Святого Карла, небесного покровителя короля). В присутствии островитян была прочитана декларация о протекторате. На самом деле, попытка аннексировать остров провалилась, и в дальнейшем Испания забыла о его существовании и никогда больше не предъявляла на него своих прав.
Английский мореплаватель Джеймс Кук высадился на острове 12 марта 1774 года. Он нашёл остров опустошённым и заметил, что статуи острова Пасхи идентичны найденным в провинции Манта (Эквадор), а также сравнил их с монументами в Тиауанако. Французский мореплаватель Жан Франсуа Лаперуз побывал на острове в конце 1787 года. Русский капитан Юрий Лисянский на шлюпе «Нева» посетил остров 16 — 21 апреля 1804 года.

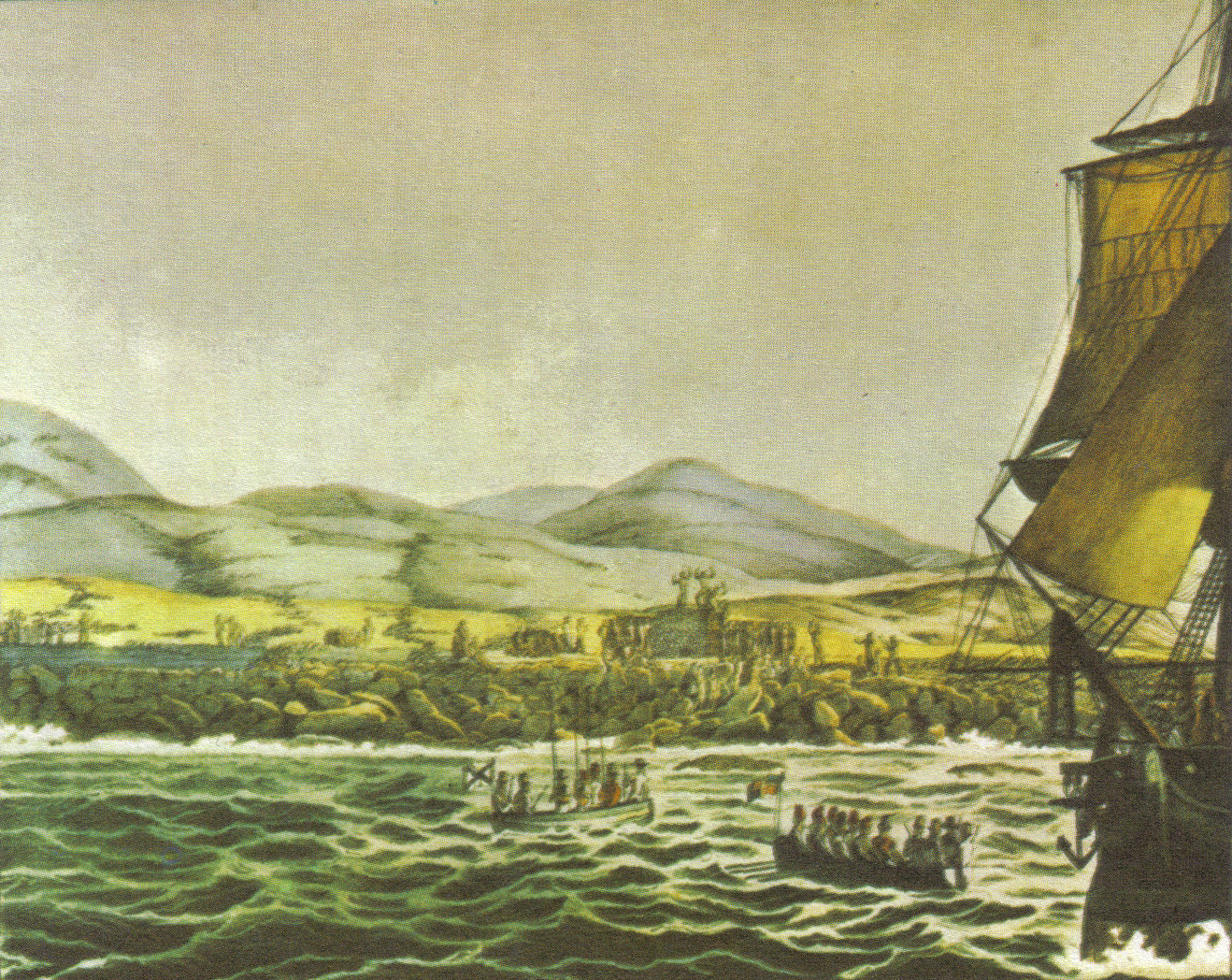
«Рюрик» на якорной стоянке у острова Пасхи

В 1816 году к острову подплыл русский корабль «Рюрик» под командованием Отто Евстафьевича Коцебу, руководившего кругосветным морским путешествием. На борту корабля находился немецкий поэт-романтик Адельберт Шамиссо. Однако высадиться на Рапануи русским не удалось из-за враждебности рапануйцев.
1862 год стал переломным в истории Рапануи. В это время экономика Перу переживала период расцвета и всё более нуждалась в рабочей силе. Одним из её источников стал остров Пасхи, жители которого во второй половине XIX века стали объектом работорговли.
12 декабря 1862 года в бухте Анга-Роа причалили 8 кораблей перуанских охотников за рабами. Было схвачено от 1000 до 2000 рапануйцев, среди пленных был правитель Рапа-Нуи Камакои (Kamakoi) и его сын Маурата (Maurata). В Кальяо и на острова Чинча перуанцы продали пленников владельцам компаний, занимавшихся добычей гуано. Из-за унизительных условий, голода и болезней из более 1000 островитян в живых осталось около сотни человек. Только благодаря вмешательству правительства Франции, а также губернатора Таити удалось остановить работорговлю рапануйцами. После переговоров с перуанским правительством была достигнута договорённость, согласно которой оставшиеся в живых рапануйцы должны были быть возвращены обратно на родину. Но из-за болезней, в основном туберкулёза и оспы, домой вернулось лишь 15 островитян. Завезённый вместе с ними вирус оспы, в конце концов, привёл к резкому падению численности населения на острове Пасхи, начались гражданские войны, были забыты прежние принципы общественных отношений, начался голод. В результате численность населения сократилась примерно до 600 человек.

### Миссионеры на острове и история Рапануи до начала XX века
Христианство и, прежде всего, миссионер Конгрегации Святых Сердец Иисуса и Марии Эжен Эйро сыграли значительную роль в жизни рапануйцев. Сразу же после высадки на острове в 1862 году миссионер приступил к обучению рапануйцев, и уже через несколько месяцев шесть островитян читали катехизис на французском языке. Однако оставаться в стороне там, где происходит конфликт между правящими кланами, было невозможно. 11 ноября 1864 года Эйро подобрала направленная за ним на остров шхуна.
Спустя 17 месяцев Эйро вернулся на Рапануи с миссионером Ипполитом Русселем и семью мангареванцами. Своим главным центром миссионеры сделали Санта-Мария-де-Рапа-Нуи, объединившую два местечка — Анга-Роа и Матавери. Земли около них были выкуплены у местных жителей в 1868 году.
Началось активное обращение рапануйцев в христианство, хотя вожди местных племён долгое время сопротивлялись. 14 августа 1868 года Эжен Эйро умер от туберкулёза. Миссионерская миссия просуществовала около 5 лет и оказала положительное влияние на жителей острова: миссионеры учили письму (хотя у них уже была своя иероглифическая письменность), грамоте, боролись с воровством, убийствами, многожёнством, способствовали развитию сельского хозяйства, разводя неизвестные ранее на острове культуры.
В 1868 году на острове поселился с разрешения миссионеров агент торгового дома Брандера Дютру-Борнье, занявшийся на Рапануи разведением овец. Расцвет его экономической деятельности относится к периоду после смерти последнего законного правителя, сына верховного вождя Маурата, двенадцатилетнего Григорио, умершего в 1866 году.
Тем временем, численность населения Рапануи значительно сократилась и в 1877 году составила 111 человек.
В конце XIX века у острова Пасхи причаливало множество кораблей, экипажи которых в основном интересовались объектами искусства рапануйской культуры. В 1871 году мимо острова проплыл русский корвет «Витязь», на борту которого находился русский путешественник Н. Н. Миклухо-Маклай. Однако из-за болезни он не смог высадиться на берег.
Первые чилийские корабли были замечены у Рапануи ещё в 1830-х годах, однако тесные торговые связи были налажены только в 1870-х годах. Победив Боливию и Перу в Тихоокеанской войне 1879—1883 годов, Чили приступила к активной колонизации земель. 9 сентября 1888 года капитан Поликарпо Торо Уртадо (Policarpo Toro Hurtado) высадился на острове и объявил об аннексии Рапануи Чили. Местная церковь перешла под юрисдикцию архиепископа города Сантьяго-де-Чили. В 1898 году вождь Риро Каинга отправился в Чили с жалобой на злоупотребления чилийских властей, однако через несколько дней умер в Вальпараисо. С тех пор на острове Пасхи верховных вождей уже не было.

### XX век
С первой четверти XX века начались многочисленные научно-исследовательские экспедиции на остров Пасхи. С марта 1914 по август 1915 г. на острове работала экспедиция английских супругов-исследователей У. С. Раутледжа и К. С. Раутледж, которая уделила особое внимание изучению каменных погребальных площадок аху и каменных статуй моаи. В 1934—1935 гг. остров посетила франко-бельгийская экспедиция, в составе которой были такие видные учёные, как А. Метро (Alfred Métraux) и Х. Лавашерри (Henri Lavacherry).
В 1950-х годах норвежский путешественник Тур Хейердал заново открыл миру остров Пасхи, в том числе экспериментально воспроизвёл силами местных жителей и без применения современной техники вырубку статуи из горы, её транспортировку по острову и установку на пьедестал. В книге «Аку-аку» Хейердал выдвинул гипотезу о том, что остров Пасхи был заселён переселенцами Древнего Перу. С целью проверки этой гипотезы в 2015 году норвежец Торгейр Хиграфф организовал экспедицию «Кон-Тики 2». На двух деревянных парусных плотах, конструкции аналогичной древним плотам инков, участники этой международной экспедиции, среди которых были четверо россиян, седьмого ноября стартовали из Перу к острову Пасхи. 19 декабря оба плота, успешно преодолев около двух тысяч морских миль, достигли острова Пасхи, подтвердив возможность такого путешествия. Однако генетические и антропологические данные опровергают родство коренного населения острова Пасхи с индейцами.
С 1914 года чилийское правительство стало назначать на острове губернаторов. Сначала это были преимущественно офицеры, как действующие, так и отставные. С 1953 года остров Пасхи подчинялся командованию чилийского ВМФ. Жителям острова в это время было запрещено покидать пределы Анга-Роа или только с письменного разрешения, что значительно ущемляло права рапануйцев. Только в 1956 году условия жизни на острове стали более благоприятными, а местным школьникам было разрешено учиться на материковой части Чили. С 1966 года на острове стали проводиться свободные выборы.
Остров Пасхи трижды посещал военный диктатор Чили Аугусто Пиночет.

## Население

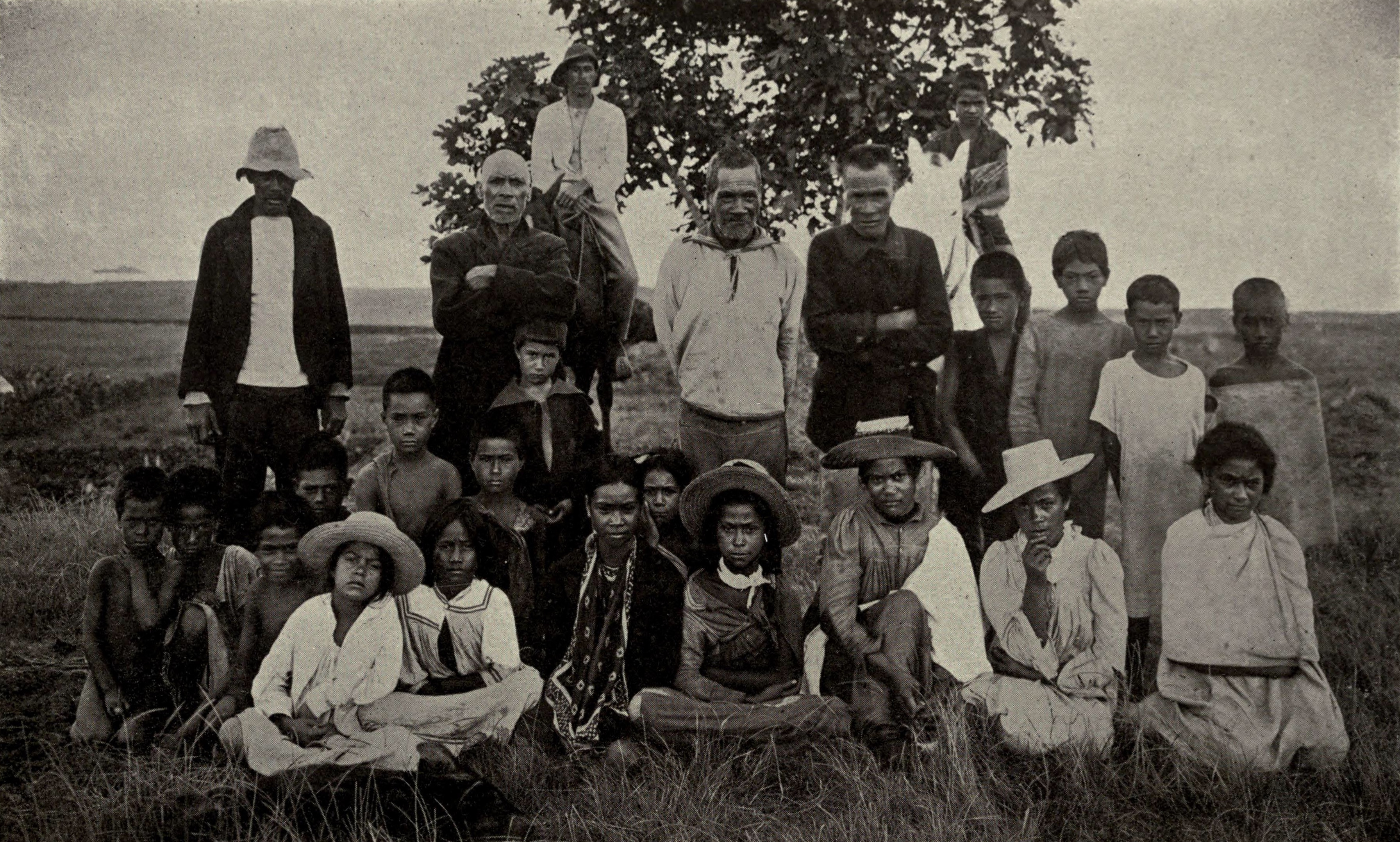
Рапануйцы в 1909 г.

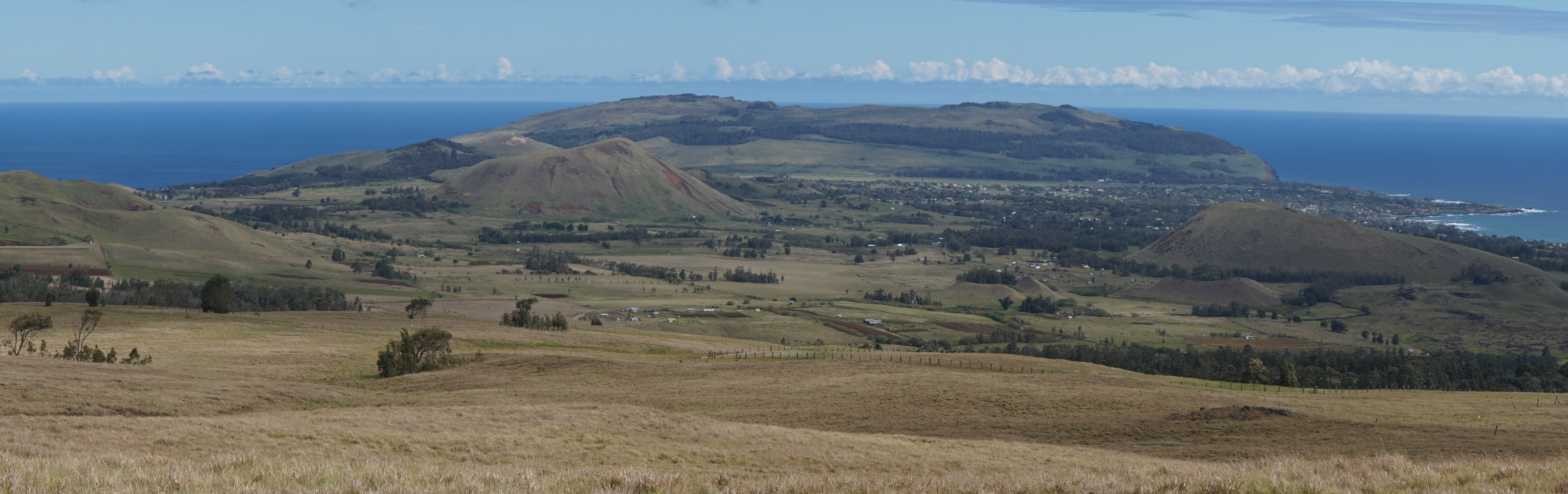
Вид на Анга-роа — столицу острова

Предполагается, что во время культурного расцвета на Острове Пасхи (в XVI—XVII веках) его население составляло от 10 до 15 тысяч человек. Из-за экологической катастрофы, разразившейся ввиду антропогенного фактора, а также столкновений между жителями, численность населения ко времени прибытия первых европейцев сократилась до 2-3 тысяч человек — именно столько и мог прокормить остров.
К 1877 году, в результате вывоза местных жителей в Перу для каторжных работ, эпидемий и экстенсивного овцеводства, численность населения ещё более сократилась и составляла всего 111 человек. К 1888 году — ко времени аннексии острова Чили — на острове Пасхи проживало 178 человек. По переписи 2012 года, на острове, однако, проживало уже 5 806 человек.
Большинство современных жителей острова (52 %) составляют испаноязычные выходцы из континентального Чили, а также их потомки 2-го и 3-го поколений; 48 % жителей имеют полное или частичное рапануйское происхождение. Доля чистокровных рапануйцев имеет склонность к уменьшению вследствие их постепенной метисации и испанизации.

### Языки
Исконным для Острова Пасхи языком является рапануйский (самоназвание — Vananga rapa nui [ˈɾapa ˈnu.i]) — один из океанийских языков центрально-восточно-малайско-полинезийской надветви малайско-полинезийской ветви австронезийской семьи языков. Рапануйский язык является одним из двух официальных языков острова (вместе с испанским), хотя и имеет в настоящее время очень мало носителей. Письменность — на основе латиницы.
По данным на 2000 год, в Чили проживало всего около 3 390 говорящих на рапануйском языке, 2 200 говорящих — на острове Пасхи, от 200 до 300 жило на Таити и в США. Согласно данным на 2016 год, количество говорящих — 1000 человек.
Язык близок, например, тонганскому, таитянскому и гавайскому (все четыре языка относятся к полинезийской языковой подгруппе).

## Административное управление
Остров Пасхи, наряду с окружающими островками и необитаемым островом Сала-и-Гомес, образует провинцию Исла-де-Паскуа и одноимённую коммуну в составе чилийской области Вальпараисо. Провинцию возглавляет губернатор, аккредитованный при чилийском правительстве и назначаемый президентом. С 1984 года губернатором острова может стать только местный житель (первым стал Серхио Рапу Хаоа, бывший археолог и музейный хранитель). С 1966 года в поселении Анга-Роа каждые четыре года избирается местный совет из 6 членов, возглавляемый мэром.
На территории острова действует около двух дюжин полицейских, ответственных, в основном, за безопасность в местном аэропорту.
Присутствуют также вооружённые силы Чили (преимущественно ВМФ). Действующая валюта на острове — чилийское песо (на острове в обороте также и доллары США). Остров Пасхи — беспошлинная зона, поэтому поступления в бюджет острова от уплаты налогов сравнительно невелики. В значительной степени он состоит из дотаций правительства.

## Инфраструктура

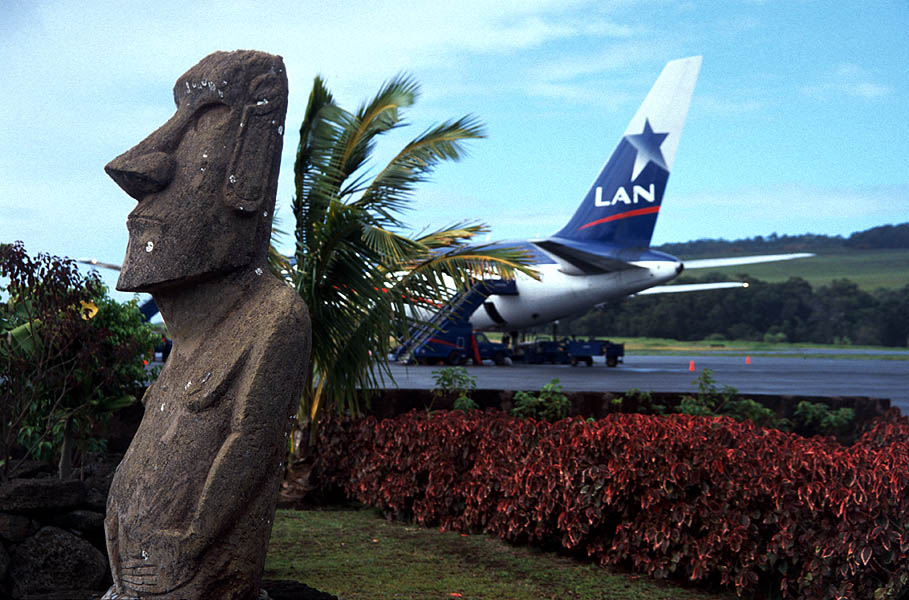
Самолёт LAN Airlines в аэропорту острова

В 1966 году единственный аэропорт острова Матавери стал базой американских военно-воздушных сил, а в 1986 году он был реконструирован НАСА для возможных аварийных посадок американских «Шаттлов», поэтому это один из самых отдалённых аэропортов мира, способный принимать самолёты большой вместимости. В связи с резким притоком туристов на острове ведётся активное строительство, туризм стал основным источником доходов для местных жителей.
На острове действует централизованная система водоснабжения, хотя ещё недавно местные жители пользовались пресной водой из озёр потухших вулканов. Электроэнергия на острове вырабатывается дизель-генераторами, имеющимися в каждом доме. Дороги с твёрдым покрытием находятся вблизи административного центра острова — поселения Анга-Роа, а также Матавери, где расположен аэропорт. В то же время дорога от Анга-Роа до бухты Анакена на севере и до полуострова Поике на юге покрыта гудроном. В школе Анга-Роа после выпуска можно получить аттестат об окончании среднего учебного заведения, дающий право на поступление в высшее учебное заведение, однако высших учебных заведений на острове нет, поэтому для продолжения обучения местным жителям приходится отправляться на материковую часть Чили. В начальной школе острова Пасхи под эгидой ЮНЕСКО проводятся занятия на двух языках — рапануйском и испанском. На Рапануи также действует антропологический музей имени Отца Себастьяна Энглерта, а также крупная библиотека с собранием книг, посвящённых истории, культуре и изучению острова Пасхи.
Со здравоохранением на острове дело обстоит значительно лучше, чем в других отдалённых уголках Чили. Действует одна маленькая больница, а также амбулатория.
Другие объекты инфраструктуры (церковь, почта, банк, аптека, небольшие магазины, один супермаркет, кафе и рестораны) появились преимущественно в 1960-х годах. На острове есть спутниковый телефон, интернет. Чтобы позвонить на остров Пасхи, необходимо набрать код Чили — +56, код острова Пасхи — 32 и с 5 августа 2006 года цифра 2. После этого осуществляется набор местного номера, состоящего из 6 цифр (первые 3 цифры 100 или 551 — это единственные действующие префиксы на острове).

## Туризм

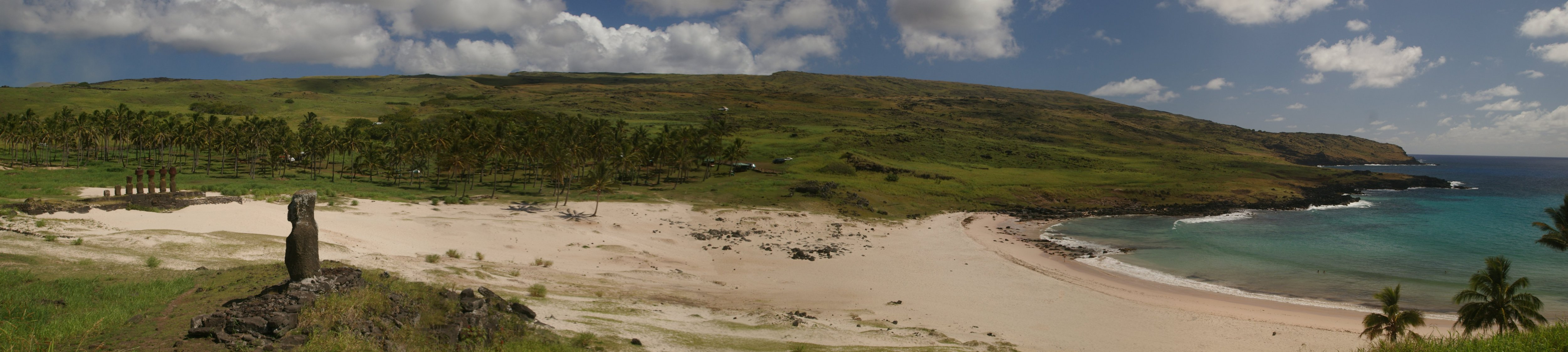
Анакена — самый известный пляж острова

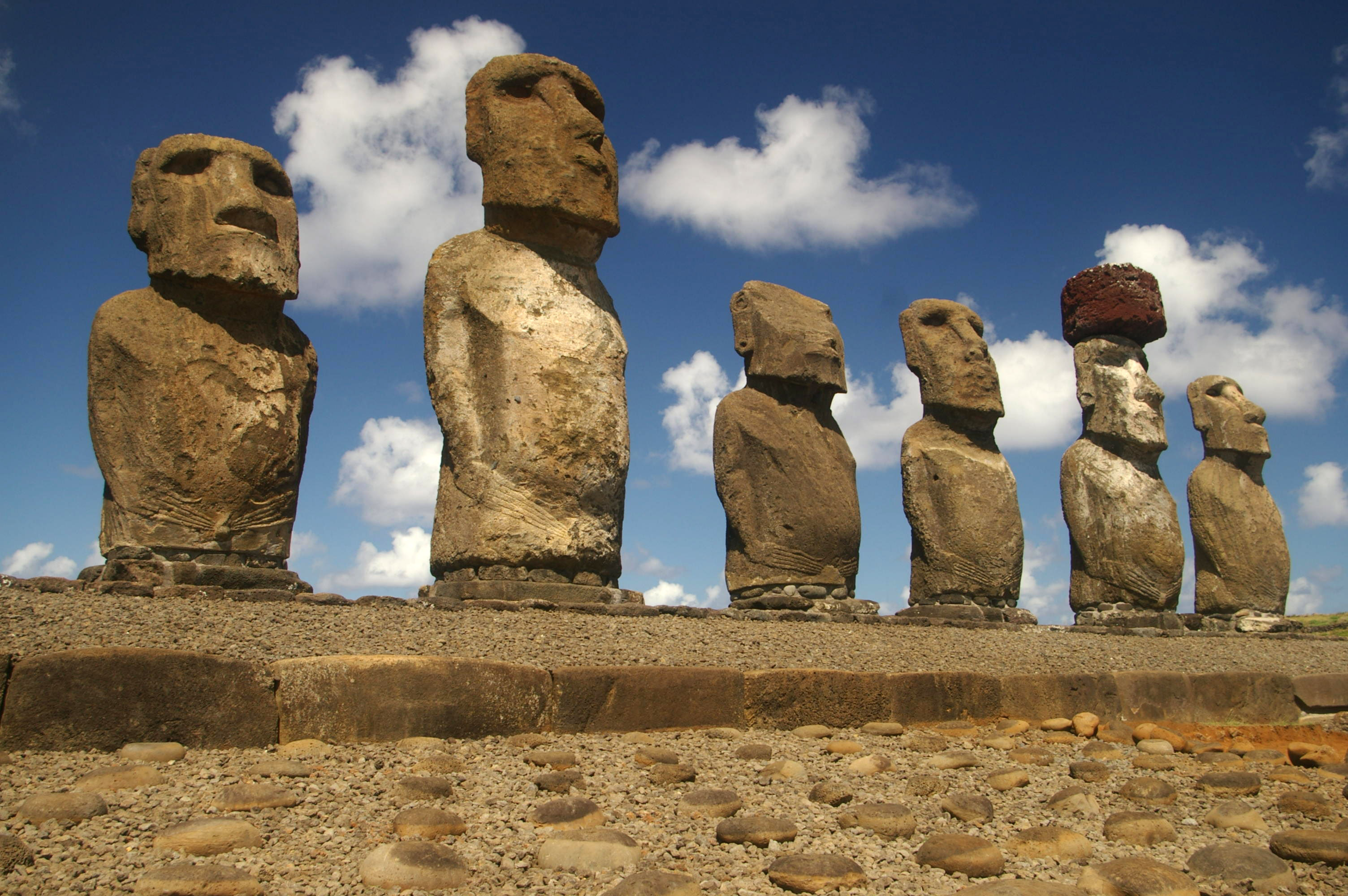
Аху Тонгарики

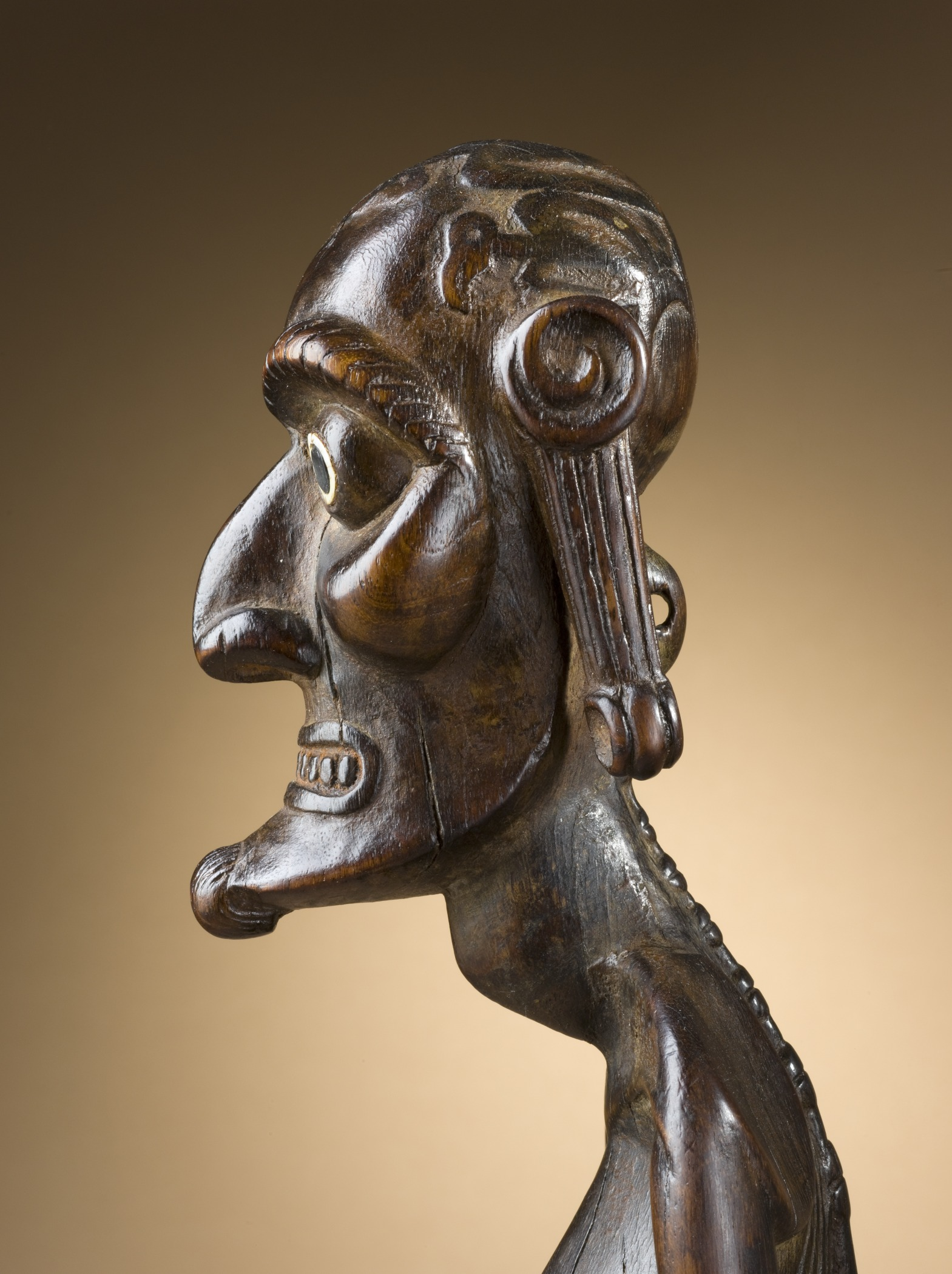
Вырезанная из дерева статуэтка с Острова Пасхи

Основным источником доходов населения является туризм. Регулярное авиасообщение с островом Пасхи поддерживает чилийская авиакомпания «LAN Airlines»; самолёты рейса Сантьяго — Таити делают промежуточную посадку на острове Пасхи. Самолёты внутренних линий летят из Сантьяго на Остров Пасхи и возвращаются обратно в Сантьяго. В зависимости от того, какой билет заказан, международный или внутренний, вылет происходит из двух разных терминалов аэропорта города Сантьяго. Расписание авиарейсов зависит от времени года. С декабря по март перелёты возможны несколько раз в неделю. В остальное время года — от одного до двух раз в неделю. Перелёт длится около 5 часов. Новый прямой рейс открыт с ноября 2010 года: попасть на остров Пасхи можно также из столицы Перу, Лимы. Все самолёты приземляются в единственном аэропорту острова Пасхи — Матавери. На Рапануи имеется всего одна пристань для небольших кораблей.
На острове построено несколько отелей. Цены на Рапануи очень высокие, что связано с высокими транспортными расходами по доставке продуктов. Достопримечательности острова можно посетить на автомобиле (в том числе такси и арендованных машинах) и на велосипеде. Также туда можно добраться на лошадях или пешком.
Начиная с 1975 года, на острове ежегодно в конце января — начале февраля проводится фестиваль «Тапати» (рап. Tapati Rapa Nui) с танцами, песнями и различными традиционными соревнованиями рапануйцев.

## Культура

### Моаи

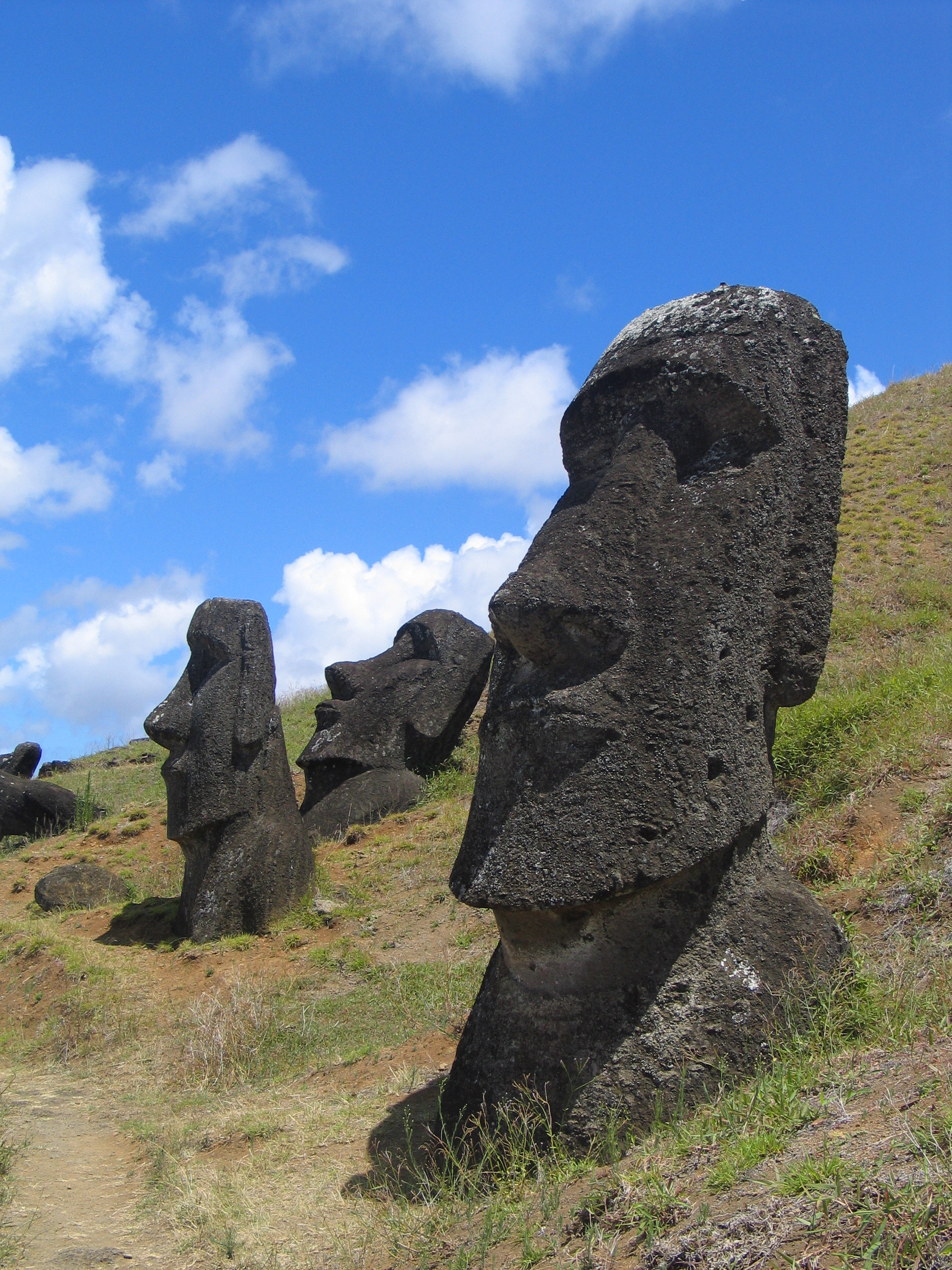
Моаи

Профиль статуи на фоне кратера вулкана Рано-Роратка

Моаи — каменные статуи на побережье острова Пасхи в виде человеческой головы с туловищем, усечённым примерно по уровень пояса. Их высота достигает 20 метров. Вопреки распространённому мнению, они смотрят не в сторону океана, а вглубь острова. Некоторые моаи имеют шапки из красного камня. Изготавливались моаи в каменоломнях в центре острова.
Каким образом они доставлялись к побережью, неизвестно; по легенде, они «шли» сами, без помощи людей. В последнее время добровольцы-энтузиасты нашли несколько способов для перемещения каменных блоков, но каким именно из них пользовались древние жители (или каким-то своим способом), всё ещё точно не установлено. Норвежский путешественник Тур Хейердал в книге «Аку-Аку» даёт описание одного из этих способов, действенность которого была доказана местными жителями. Согласно книге, информация об этом способе была получена от одного из немногих оставшихся прямых потомков строителей моаи. Так, один из моаи, опрокинутых с постамента, был водружён назад путём использования брёвен, подсунутых под статую — в качестве рычагов —, раскачиванием которых можно было добиться небольших перемещений статуи по вертикальной оси. Перемещения фиксировались путём подкладки под верхнюю часть статуи камней различного размера и их чередования. Собственно перемещение статуй могла осуществляться посредством деревянных салазок. Этот способ местный житель приводит как наиболее вероятный, однако сам он верит, что статуи всё же доходили до своих мест самостоятельно.
Множество недоделанных истуканов-моаи всё ещё находятся в каменоломнях, и при подробном изучении острова создаётся впечатление внезапности прекращения работы над статуями.
- Рано-Рараку. У подножия этого вулкана расположено около 300 моаи, различной высоты и на разной стадии готовности. Недалеко от бухты располагается аху Тонгарики — крупнейшая ритуальная площадка с 15 установленными на ней статуями различной величины.
- На берегу бухты Анакена располагается пляж. Недалеко от бухты располагаются аху Атуре-Хуки и аху Наунау. Согласно древнерапануйской легенде, именно в этой бухте высадился Хоту-Мату’а, первый король Рапануи, с первыми поселенцами острова.
- Те-Пито-те-хенуа (рап. «Пуп Земли») — церемониальная площадка на острове из круглых камней.
- На вулкане Рано-Као имеется смотровая площадка. Вблизи находится церемониальная площадка Оронго.
- Пуна-Пау — небольшой вулкан рядом с Рано-Као. В далёком прошлом здесь добывался камень красного цвета, из которого изготавливали «головные уборы» для местных моаи.

### Культ «птицечеловеков» (XVI/XVII—XIX века)
См. также: Рапануйская мифология

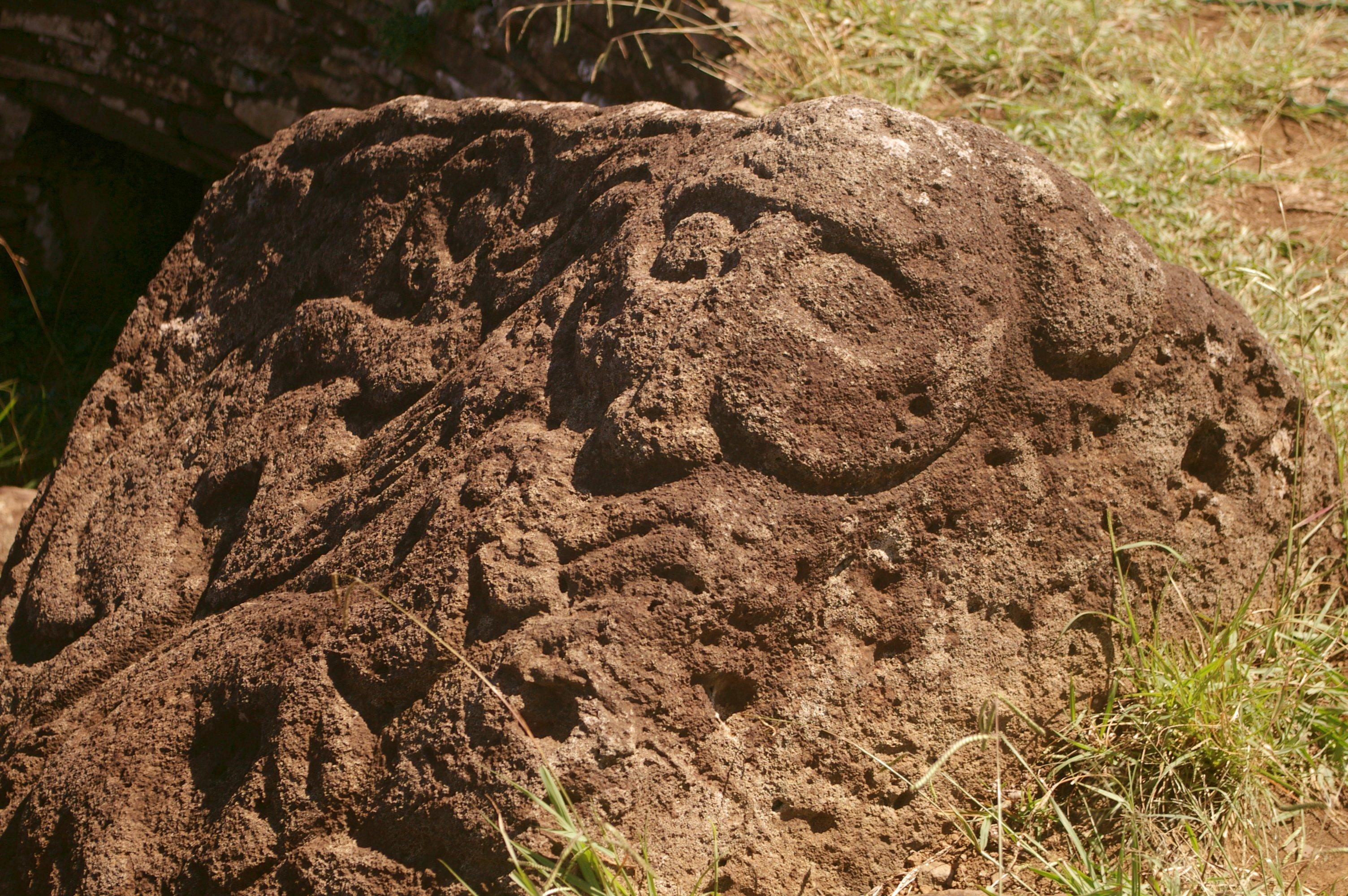
Петроглиф с изображением божества Маке-маке у исчезнувшего поселения Оронго

Примерно в 1680 году матато’а — воины Острова Пасхи — учредили новый культ бога Маке-маке, который, согласно рапануйской мифологии, сотворил человека, а также являлся богом плодородия. Так появился культ птицечеловеков, или тангата-ману (рап. tangata manu), одной из причин возникновения которого стал упадок рапануйской цивилизации, связанный во многом с обезлесением острова.
Недалеко от вулкана Рано-Кау существовала церемониальная деревня Оронго, построенная для поклонения богу Маке-маке. Оно стало местом культа. Ежегодно между представителями всех кланов Рапануи проводились соревнования, в которых участники должны были доплыть до островка Моту-Нуи и найти первыми яйцо, отложенное чёрной крачкой, или манутара (рап. manutara). Причём участники подвергались большой опасности, так как эти воды кишели акулами. Победивший пловец становился «птицечеловеком года», и на год наделялся правом контроля над раздачей ресурсов, предназначенных для его клана. Эта традиция продолжала существовать вплоть до 1867 года.
Одной из достопримечательностей деревушки Оронго являются многочисленные петроглифы с изображениями «птицечеловеков» и бога Маке-маке (всего их около 480).

### Ронго-ронго

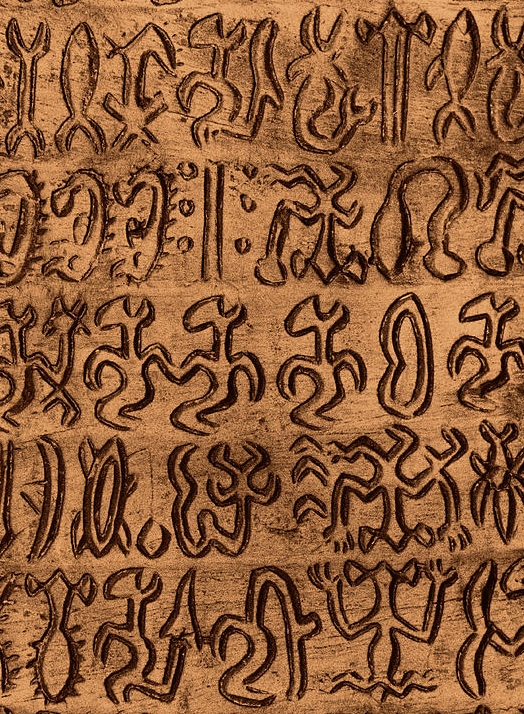
Табличка с надписями на ронго-ронго

Остров Пасхи — единственный остров в Тихом океане, на котором была разработана собственная система письменности — ронго-ронго. Запись текстов осуществлялась пиктограммами, способ письма — бустрофедон. Пиктограммы имеют размер в один сантиметр и представлены различными графическими символами, изображениями людей, частей тела, животных, астрономических символов, домов, лодок и так далее.
Письменность ронго-ронго до сих пор не расшифрована, хотя этим вопросом занимались многие лингвисты. В 1995 году лингвист Стивен Фишер объявил о расшифровке текстов ронго-ронго, но его интерпретация оспаривается другими учёными.
Первым о существовании на острове Пасхи дощечек с древними письменами сообщил французский миссионер Эжен Эйро в 1864 году. К тому времени рапануйцы уже не умели (или почти не умели) их читать.
В настоящее время существует множество научных гипотез, касающихся происхождения и смысла рапануйского письма. М. Хорнбостель, В. Хевеши, Р. Гейне-Гельдерн полагали, что письмо острова Пасхи пришло из Индии через Китай, а затем с острова Пасхи оно попало в Мексику и Панаму. Р. Кемпбелл утверждал, что эта письменность пришла с Дальнего Востока через Новую Зеландию. Имбеллони и, позднее, Т. Хейердал попытались доказать южноамериканское индейское происхождение как письменности Острова Пасхи, так и всей его культуры.
Многие специалисты по острову Пасхи, в том числе и сам Фишер, считают, что все 25 табличек с письменами ронго-ронго появились на свет уже после знакомства туземцев с европейской письменностью во время высадки на острове испанцев в 1770 году и являются не полноценной письменностью, а лишь подражанием ей, так как используемые знаки однообразны.

### Современная культура
Группа Matato'a (основана в 1996 году), исполняющая музыку на рапануйском языке, является одной из самых известных музыкальных групп с Острова Пасхи.

## Остров Пасхи и затерянный континент

Остров Пасхи на карте мира

В 1687 году пират Эдвард Дэвис, корабль которого был унесён далеко на запад от Копьяпо, административного центра района Атакама (Чили), морскими ветрами и тихоокеанским течением, заметил на горизонте сушу, где вырисовывались силуэты высоких гор. Однако, даже не попытавшись узнать, был ли это мираж или ещё не открытый европейцами остров, Дэвис развернул корабль и взял курс в сторону Перуанского течения.
Эта «Земля Дэвиса», которая значительно позже стала отождествляться с островом Пасхи, подкрепила убеждённость космографов того времени в том, что в этом регионе существовал континент, являвшийся как бы противовесом Азии и Европе. Это привело к тому, что отважные мореплаватели стали искать затерянный континент. Тем не менее найти его так и не удалось: вместо этого были открыты сотни островов Тихого океана.
С открытием острова Пасхи стало распространяться мнение, что это и есть тот ускользающий от человека континент, на котором существовала в течение тысячелетий высокоразвитая цивилизация, в дальнейшем исчезнувшая в пучинах океана, а от континента сохранились лишь высокие горные пики (на самом деле, это потухшие вулканы). Существование на острове огромных статуй моаи, необычные рапануйские таблички лишь подкрепляли это мнение, однако современное изучение прилегающих вод показало, что это маловероятно.
Остров Пасхи расположен в 500 км от гряды подводных гор, известных как Восточно-Тихоокеанское поднятие, на литосферной плите Наска. Остров находится на вершине огромной горы, сформировавшейся из вулканической лавы. Последнее извержение вулканов на острове произошло 3 миллиона лет назад. Хотя некоторые учёные предполагают, что оно произошло 4,5—5 миллионов лет назад.
Согласно местным легендам, в далёком прошлом остров был больших размеров. Вполне возможно, что так было в ледниковый период плейстоцена, когда уровень Мирового океана был ниже на 100 метров. Согласно геологическим исследованиям, остров Пасхи никогда не был частью затонувшего континента.

## Фильмография
- «Под островом Пасхи» (англ. Beneath Easter Island), National Geographic, 2009 г.
- «Загадки истории. Великаны острова Пасхи» (англ. Mysteries of History. Giants of Easter Island), Prometheus Entertainment[англ.], 2010 г.
- Рапа Нуи (Потерянный рай) — художественный фильм, 1994 год.